# De ecclesia

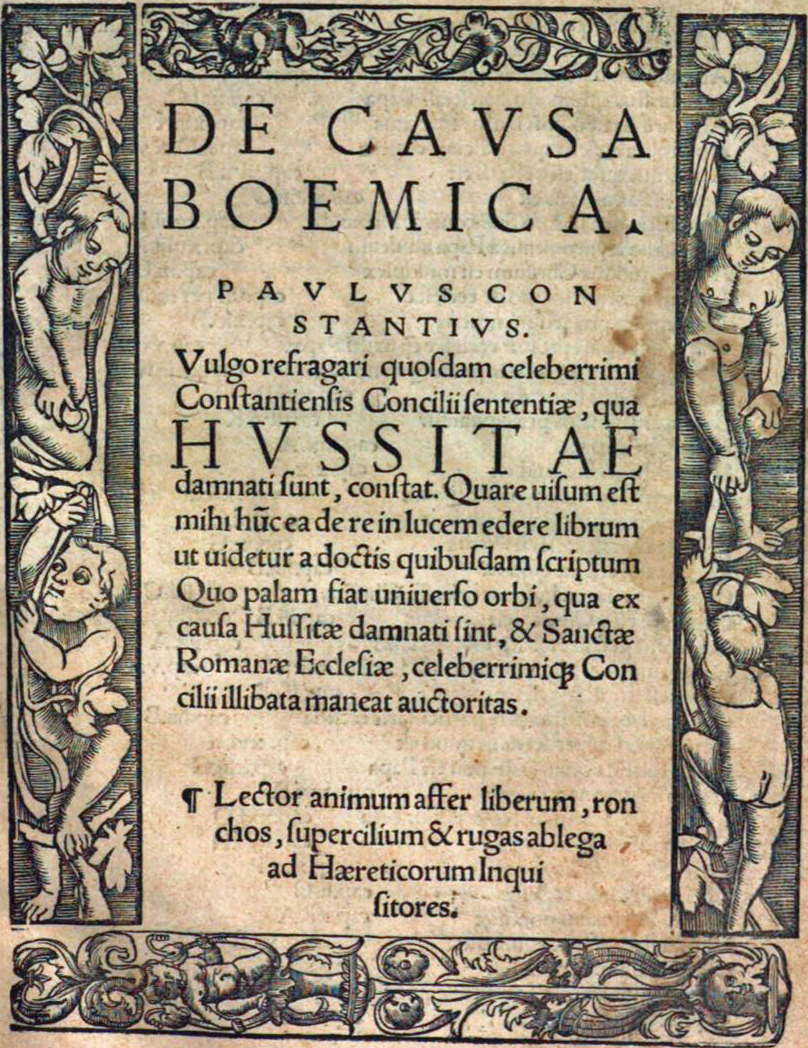
Titelblatt der Erstausgabe von De ecclesia, Hagenau 1520. Bayerische Staatsbibliothek, München.

De ecclesia (deutsch: Über die Kirche, tschechisch: O církvi) ist das bedeutendste theologische Werk des böhmischen Reformators Jan Hus. Hus knüpft hier an die Kirchenkritik des englischen Reformators John Wyclif an.
Die wahre Kirche sei die Gemeinschaft der Gläubigen (der zum Heil erwählten), sie sei nicht identisch mit der päpstlichen Institution Kirche. Ihr Haupt sei Christus und nicht der Papst. Die Thesen aus De ecclesia waren auf dem Konstanzer Konzil das Hauptargument gegen Hus und führten letztlich zu seiner Verurteilung und Hinrichtung.
Seine Kirchenkritik hat Jan Hus in der Zeit des Großen Schismas der katholischen Kirche ausgesprochen, als drei Päpste um die Macht stritten: in Rom herrschte Gregor XII., in Avignon Benedikt XIII. und in Pisa Alexander V.

## Inhalt

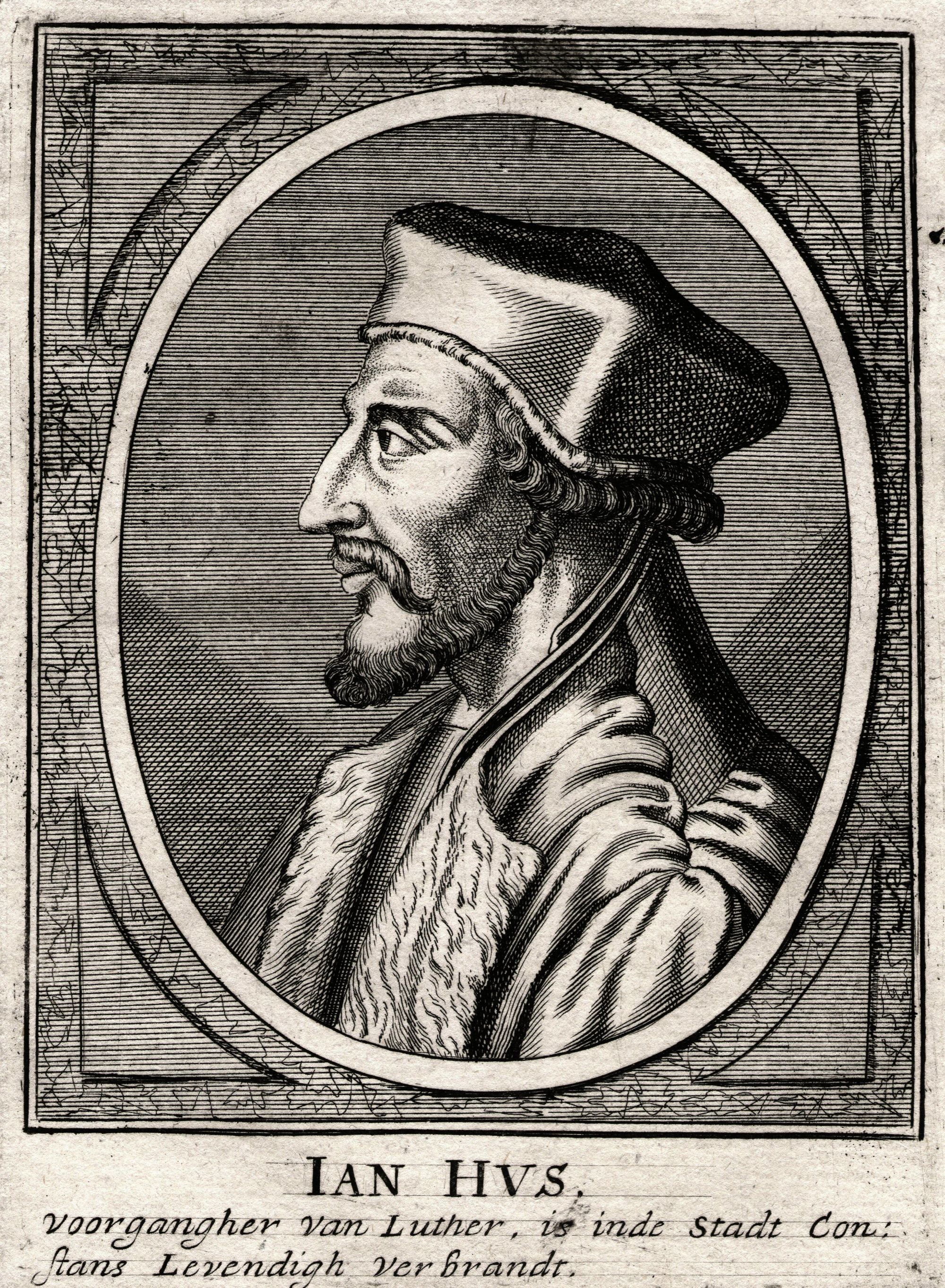
Jan Hus, Autor der Schrift

Sein in Latein geschriebenes theologisches Hauptwerk De ecclesia vollendete Jan Hus auf der südböhmischen Burg Kozí Hrádek im Jahr 1413. Unter dem Schutz böhmischer Adeliger fand er hier Zuflucht, als er nach der Exkommunikation und dem gegen ihn verhängten Interdikt Prag verlassen musste.
Das Werk umfasst 23 Kapitel. In den ersten 10 Kapiteln erläutert Jan Hus systematisch sein Verständnis der Kirche. Die Kapitel 11 bis 23 sind Antwort auf die Anklageschrift der Prager theologischen Fakultät und eine scharfe Zurückweisung der päpstlichen Bulle Unam sanctam. Hus argumentiert besonders gegen die Thesen: „Der römischen Kirche und den Vorstehern ist seitens der Untergebenen in allen Dingen Gehorsam zu leisten“, und „dass es für jedes menschliche Geschöpf heilsnotwendig ist, dem römischen Bischof untertan zu sein“. Er bezeichnet die gegen ihn verhängten Strafmaßnahmen – Amtsenthebung, Interdikt und Exkommunikation – als nicht legitim und im Widerspruch zur kirchlichen Lehre und begründet, warum er der Vorladung vor die päpstliche Kurie nach Rom wegen Häresieanklage nicht gefolgt ist.
In seiner Ekklesiologie lehnt sich Jan Hus eng an John Wyclif an, an einigen Stellen zitiert er wörtlich Passagen aus Wyclifs Traktaten. Genauso wie Wyclif sieht er die Kirche als Gemeinschaft der von Gott zum Heil erwählten (Prädestinierten), diese bilden den wahren Leib Christi. Aber nicht alle, die äußerlich zur Kirche gehören, gehören auch der wahren heiligen Kirche an. Wer dem wahren Leib Christi angehört, lebt nach den Geboten Christi und beweist damit seine Liebe zu Gott. Wer jedoch gegen die Heiligen Schrift verstößt, gehört Christus nicht und liebt Gott nicht.
Das Haupt der Kirche ist Christus, nicht der Papst. Hus schreibt: „Christus ist das Haupt der heiligen allgemeinen Kirche; sie selbst ist sein Leib, und jeder Erwählte sein Glied und folglich Teil der Kirche, die Christi mystischer – das heißt geheimnisvoller – Leib“ ist, und weiter: „Deshalb ist der Papst nicht das Haupt und sind die Kardinäle nicht der ganze Leib der heiligen, universalen und katholischen Kirche, denn Christus allein ist das Haupt dieser Kirche …“
Hus lehnt die hierarchisch verfasste Kirche nicht grundsätzlich ab, knüpft aber die Autorität und Vollmachten ihrer Amtsträger an einen Lebenswandel nach dem Vorbild Christi an. Der Papst ist nur dann als Christi und Petri Nachfolger und Stellvertreter zu betrachten, wenn er Petrus in dessen Glauben, Demut und Liebe nacheifert, die Kardinäle sind nur dann wahre Nachfolger der Apostel, wenn sie in deren Tugenden leben. Wenn sie aber ihren Sinn auf äußeren Reichtum, Kleiderpracht und weltliche Herrschaft richten, sind sie nicht Christi und Petri Nachfolger, sondern Statthalter des Judas Iskariot.
Hus erkennt das Primat des Papstes nicht an. Die Vorrangstellung des Bischofs von Rom vor allen anderen Bischöfen ist nach seiner Überzeugung eine Folge der Konstantinischen Schenkung, geht also auf eine weltliche Entscheidung zurück und nicht auf Christus. Er schreibt: Die „Vorrangstellung und Einsetzung des Papstes ist der Macht des Kaisers entflossen“.
Hus formuliert ein „christliches Widerstandsrecht“: Die Gläubigen haben das Recht, ja sogar die Pflicht, Anordnungen ihrer Vorgesetzten anhand der Heiligen Schrift zu prüfen. Anordnungen, die dem Gesetz Christi widersprechen und zum Schaden gereichen, müssen nicht befolgt werden: „wenn ein solches vom Papst oder von einem anderen geistlichen Vorgesetzten befohlen würde, ist der Untergebene nicht verpflichtet, es zu tun …“. Im Gegenteil, der Gläubige soll „ihnen ins Angesicht widerstehen, wenn sie den göttlichen Ratschlägen und Geboten entgegengesetzt wandeln.“

## Luthers Urteil zuDe ecclesia
Martin Luther kam im Jahr 1519 während der Leipziger Disputation in Gespräch mit Hussens Anhängern, die als Beobachter von Prag nach Leipzig gekommen waren. Er äußerte den Wunsch, Hus aus seinen Schriften besser kennenzulernen. Daraufhin schickte ihm der utraquistische Propst am Kaiser-Karl-Kolleg in Prag, Wenzel von Roždalowsky, ein Exemplar von De ecclesia. Luther war von diesem Werk so beeindruckt, dass er im Februar 1520 an Spalatin schrieb: „Ohne es zu wissen, lehrte ich die Lehre von Hus und Jan Staupitz tut dasselbe. Wir sind alle Hussiten, ohne es zu wissen, dazu auch Paulus und Augustinus. … Da wurde das ganz klare und wahre Evangelium schon vor hundert Jahren öffentlich verbrannt, es wird auch heute verdammt, und niemand darf sich zu ihm bekennen“. Luther sah eine Übereinstimmung mit Hus vor allem in der Kirchenauffassung, in der Sakramentslehre und in Fragen des Laienkelches.
Gleich Anfang 1520 ließ Luther 2000 Exemplare von De ecclesia bei Thomas Anshelm in Hagenau drucken, der Titel lautete: De causa Bohemica Paulus Constantius. Wenige Monate später erschien in Basel bei Adam Petri die nächste Ausgabe, ihr Titel lautete: Liber egregius de unitate ecclesiae, cuius autor periit in concilio Constantiensi. Mit Luthers Segen gewann das Buch unter den Evangelischen zahlreiche Leser.
Im Oktober 1520, unmittelbar nach Bekanntwerden der Bannandrohungsbulle, machte Luther seine Sympathien für Hus auch öffentlich bekannt. In der Schrift Von den neuen Eckischen Bullen und Lügen erklärte er, nicht einige, sondern alle Sätze des Jan Hus, die in Konstanz verdammt worden waren, seien christlich und wahr. Er hoffe, dass Gott auch ihn, Luther, würdigen würde, für diese Artikel den Märtyrertod zu sterben.

## Ausgaben

### Lateinisches Original
- Samuel Harrison Thomson: Magistri Johannis Hus Tractatus De ecclesia. Heffer & Sons Ltd., Cambridge 1956 (Latein, englisch, 251 S.).
- Samuel Harrison Thomson: Mistr Jan Hus, Tractatus De ecclesia. Komenského evangelická fakulta bohoslovecká, Prag 1958 (Latein, tschechisch).

### Übersetzungen
- Jan Hus: O církvi. In: Mistra Jana Husi sebrané spisy. Svazek I. Řada první. Spisy latinské. Díl I. Z latiny přeložil Milan Svoboda. Úvody a vysvětlivkami opatřil Dr. V. Flajšhans. Prag 1904 (tschechisch, online [abgerufen am 20. Mai 2019]).
- Jan Hus: O církvi. Přeložil a poznámkami opatřili František M. Dobiáš a Amadeo Molnár. Úvod napsal Josef Hrabák. Nakladatelství ČSAV, Prag 1965 (tschechisch, 311 S., online [abgerufen am 20. Mai 2019]).
- Armin Kohnle, Thomas Krzenck (Hrsg.): Johannes Hus Deutsch. Evangelische Verlagsanstalt, Leipzig 2017, ISBN 978-3-374-04165-7 (730 S., online [abgerufen am 24. Juni 2019]). Über die Kirche mit einer kurzen Einleitung befindet sich auf den Seiten 352–572.
- John Hus: De ecclesia. The Church by John Huss. Translated, with notes and introduction by David S. Schaff. Charles Scribner’s Sons, New York 1915 (englisch, online [PDF; abgerufen am 20. Mai 2019]).

Die erste deutsche Übersetzung mit dem Titel Von der kirchen gottes wurde im 16. Jahrhundert in Straßburg angefertigt, aber nicht gedruckt. Die Handschrift befindet sich im Straßburger Stadtarchiv.